# Латышев, Александр Васильевич
Александр Васи́льевич Латышев (род. 4 января 1959, Булаево, Северо-Казахстанская область) — российский учёный, доктор физико-математических наук (1998), профессор кафедры физики полупроводников НГУ (2006), академик (2016), заведующий лабораторией нанодиагностики и нанолитографии (1998) и директор ИФП СО РАН (с 2013 года). Специалист в области синтеза плёночных и наноразмерных полупроводниковых структур из молекулярных пучков, полупроводниковых нанотехнологий и структурной диагностики низкоразмерных систем. Автор и соавтор более 220 научных публикаций.

## Биография
Родился 4 января 1959 года в городе Булаево Северо-Казахстанской области в семье служащих.
В 1981 году окончил физический факультет Новосибирского государственного университета по специальности «Физика». В том же году стал работать в Сибирском отделении АН СССР/РАН. В 1990 году защитил кандидатскую диссертацию «Структурные перестройки на атомно-чистой поверхности кремния при сублимации, гомоэпитаксии и фазовых переходах по данным отражательной электронной микроскопии», и в 1998 году — докторскую диссертацию «Атомные ступени на поверхности кремния в процессах сублимации, эпитаксии и фазовых переходов» (официальные оппоненты Г. В. Гадияк, В. А. Гражулис, Б. З. Ольшанецкий).
С 1999 года работал преподавателем-совместителем в НГУ, где стал профессором кафедры физики полупроводников в 2006 году. Стал заведующим кафедрой физики полупроводников в 2009 году. Читает курсы «Нанодиагностика», «Эпитаксия: механизмы роста кристаллов, кинетика и процессы массопереноса» и часть спецкурса «Современные проблемы физики полупроводников».
С 1998 года возглавляет лабораторию нанодиагностики и нанолитографии, с 2007 года занимал должность заместителя директора по научной работе Института физики полупроводников им. А. В. Ржанова СО РАН, с 2013 года — директор Института физики полупроводников им. А. В. Ржанова СО РАН.
29 мая 2008 года избран членом-корреспондентом РАН по Отделению нанотехнологий и информационных технологий РАН (специальность «наноэлектроника»), с 28 октября 2016 года — академик РАН, до 2019 года был членом бюро ОНИТ РАН.
Под руководством А. В. Латышева защищено 3 кандидатских диссертации. Является автором и соавтором более 250 научных публикаций, 3 монографий, 9 глав в коллективных монографиях, 6 патентов.

## Научные интересы
Основным направлением научной деятельности Латышева А. В. является изучение атомных процессов на поверхности полупроводников в сверхвысоком вакуумме и границах раздела при формировании полупроводниковых систем пониженной размерности для элементной базы микро- и наноэлектроники. Открыл явление поверхностной электромиграции адатомов на чистой поверхности полупроводника. Результаты его работ создают основу современного электронного материаловедения.
Латышевым А. В. с сотрудниками ведутся работы по совершенствованию имеющихся и созданию новых методов нанолитографии, в частности, в руководимой им лаборатории методами высокоразрешающей электронно-лучевой литографии получены структуры с размерами до 10 нм, в которых наблюдались квантовые явления при переносе заряда. Особые успехи были получены в работах по развитию методов нанолитографии с применением сканирующих зондовых микроскопов.
Под руководством Латышева А. В. в ИФП СО РАН проводятся исследования по диагностике полупроводниковых материалов и приборов микро и наноэлектроники методами высокоразрешающей, сканирующей, отражательной электронной микроскопии, а также сканирующей зондовой микроскопии на основе атомно-силового микроскопа.

## Научные достижения
Наиболее значительным результатом работ Латышева А. В. явилось создание уникальной системы сверхвысоковакуумной отражательной электронной микроскопии для in situ характеризации атомных процессов при молекулярно-лучевой эпитаксии, твердофазных реакциях и взаимодействии газов с поверхностью монокристаллического кремния. Латышевым А. В. выполнен цикл пионерских работ по изучению структурных перестроек на поверхностях кремния, которые внесли принципиально новое понимание в физику формирования субмонослойных покрытий. Впервые был теоретически обоснован и экспериментально открыт эффект электромиграции адсорбированных атомов кремния, который вызывает перераспределение элементарных атомных ступеней на поверхности кремния. Впервые установлено влияние поверхностных фазовых переходов на кластерирование моноатомных ступеней на поверхности кремния, установлена структура высокотемпературной поверхности кремния, обнаружено аномальное движение ступеней при сверхструктурном переходе. Полученные результаты использованы для разработки и совершенствования технологии молекулярно-лучевой эпитаксии и дают пути создания новых приборов полупроводниковой наноэлектроники на основе обнаруженных эффектов самоорганизации на поверхности кремния.

## Награды и почётные звания
- Премия Правительства РФ в области образования (2014)[4][2]
- Почётная грамота Российской академии наук (23 апреля 2024) — за многолетний плодотворный труд на благо отечественной науки, значительный вклад в развитие фундаментальных и прикладных научных исследований в области полупроводников, физики конденсированного состояния, полупроводниковой микро- и наноэлектроники, квантовых технологий и в связи с 60-летием основания федерального государственного бюджетного учреждения науки Института физики полупроводников им. А.В. Ржанова Сибирского отделения Российской академии наук